# Distoleon tetragrammicus
Distoleon tetragrammicus (Fabricius, 1798) è un insetto dell'ordine dei neurotteri e della famiglia dei mirmileontidi.

## Biologia

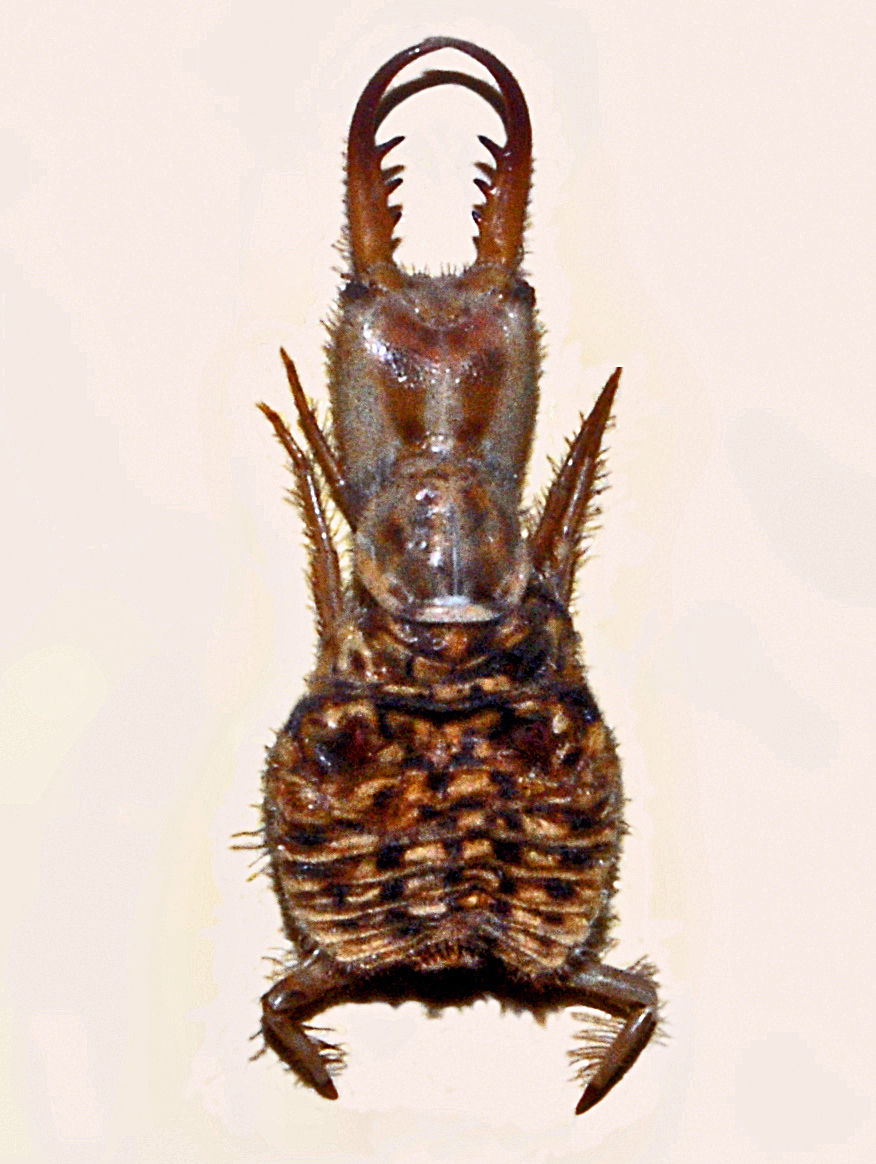
Larva

La larva è predatrice, vive sepolta nel terreno per uno-due anni, per poi rinchiudersi in un bozzolo ed effettuare la metamorfosi in adulto. L'adulto ha un'apertura alare di circa 75 mm ed è attratto dalla luce. Viene talvolta confuso con la specie Myrmeleon formicarius, da cui si distingue per le macchie sulle ali e le antenne più spesse e visibili.

## Diffusione

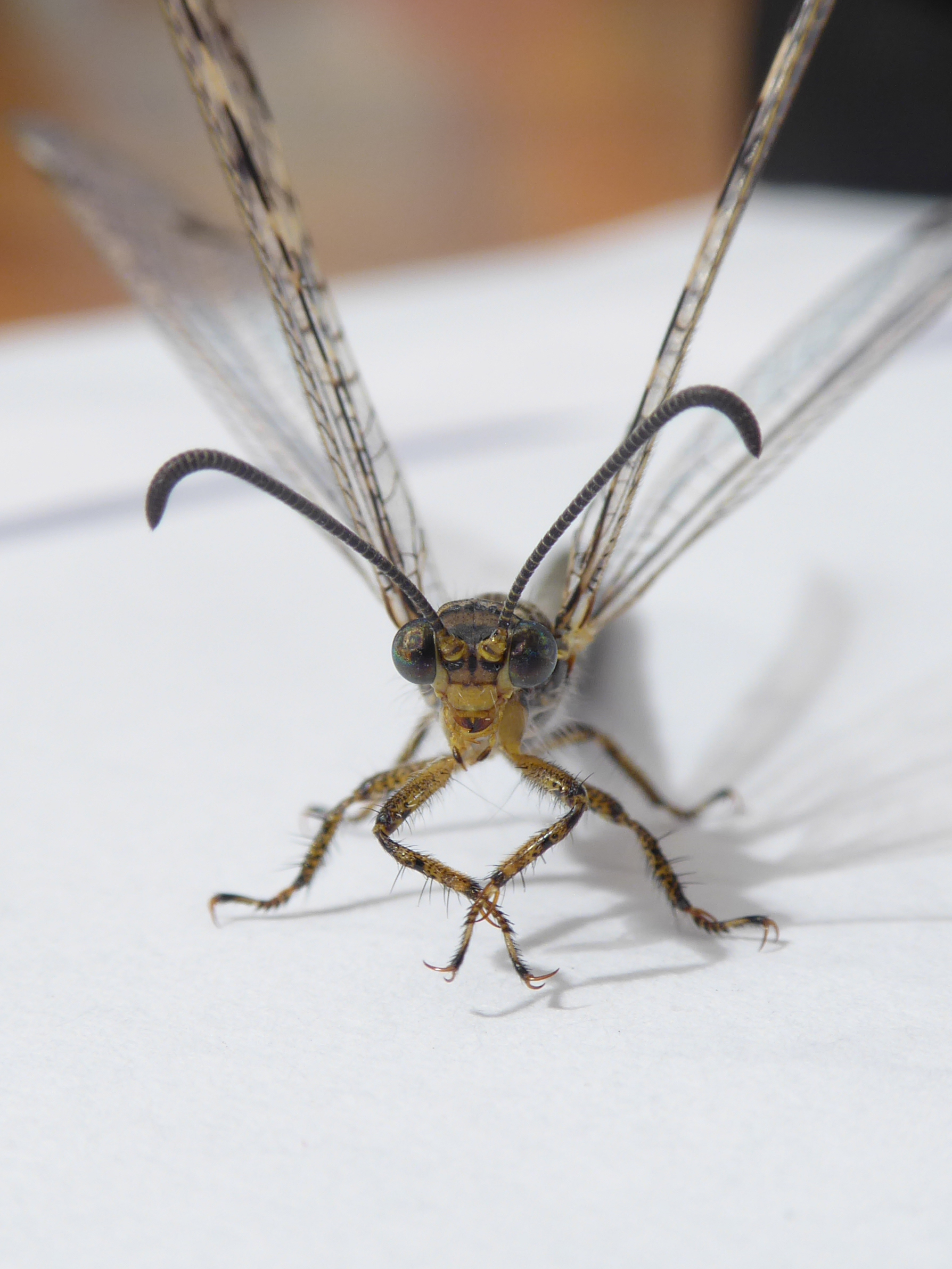
Particolare del capo

È diffuso in tutta l'Europa meridionale, occidentale e centrale, oltre che in Africa settentrionale; in Italia, la specie è attestata su tutto il territorio.